# Hàng Kênh
Hàng Kênh là một phường thuộc quận Lê Chân, thành phố Hải Phòng, Việt Nam.

## Địa lý
Phường Hàng Kênh có vị trí địa lý:
- Phía đông giáp quận Ngô Quyền
- Phía tây giáp phường Dư Hàng Kênh và phường Trần Nguyên Hãn
- Phía nam giáp phường Dư Hàng Kênh và phường Kênh Dương
- Phía bắc giáp phường An Biên.

Phường Hàng Kênh có diện tích 1,10 km², dân số năm 2023 là 43.650 người, mật độ dân số đạt 39.681 người/km².

## Lịch sử
Ngày 15 tháng 1 năm 1981, UBND TP. Hải Phòng ban hành Quyết định số 83/QĐ-UBND về việc:
- Thành lập phường Đông Hải thuộc quận Lê Chân.
- Thành lập phường Hàng Kênh thuộc quận Lê Chân.
- Thành lập phường Trại Cau thuộc quận Lê Chân.

Ngày 20 tháng 7 năm 2022, HĐND TP. Hải Phòng ban hành Nghị quyết số 26/NQ-HĐND về việc:
1. Phường Hàng Kênh
- Sáp nhập tổ dân phố số 2 và tổ dân phố số 3 vào tổ dân phố số 1.
- Thành lập tổ dân phố số 2 trên cơ sở tổ dân phố số 4 và tổ dân phố số 5.
- Thành lập tổ dân phố số 3 trên cơ sở tổ dân phố số 6 và tổ dân phố số 7.
- Thành lập tổ dân phố số 4 trên cơ sở 3 tổ dân phố: số 8, số 9, số 10.
- Thành lập tổ dân phố số 5 trên cơ sở tổ dân phố số 11 và tổ dân phố số 12.
- Thành lập tổ dân phố số 6 trên cơ sở tổ dân phố số 15 và một phần của tổ dân phố số 14.
- Thành lập tổ dân phố số 7 trên cơ sở 2 tổ dân phố: số 13, số 16 và một phần của tổ dân phố số 14.
- Thành lập tổ dân phố số 8 trên cơ sở tổ dân phố số 17.
- Thành lập tổ dân phố số 9 trên cơ sở 2 tổ dân phố: số 18, số 19 và một phần của tổ dân phố số 24.
- Thành lập tổ dân phố số 10 trên cơ sở tổ dân phố số 23, một phần của tổ dân phố số 24 và một phần của tổ dân phố số 25.
- Thành lập tổ dân phố số 11 trên cơ sở tổ dân phố số 20 và một phần của tổ dân phố số 25.
- Thành lập tổ dân phố số 12 trên cơ sở tổ dân phố số 21 và tổ dân phố số 22.

2. Phường Đông Hải
- Thành lập tổ dân phố số 1 trên cơ sở tổ dân phố số 21 và tổ dân phố số 22.
- Thành lập tổ dân phố số 2 trên cơ sở tổ dân phố số 20 và một phần của tổ dân phố số 19.
- Thành lập tổ dân phố số 3 trên cơ sở 2 tổ dân phố: số 16, số 18 và một phần của tổ dân phố số 17.
- Thành lập tổ dân phố số 4 trên cơ sở 2 tổ dân phố: số 14, số 15, một phần của tổ dân phố số 13, một phần của tổ dân phố số 17, một phần của tổ dân phố số 19.
- Thành lập tổ dân phố số 5 trên cơ sở tổ dân phố số 11 và tổ dân phố số 12.
- Thành lập tổ dân phố số 6 trên cơ sở 2 tổ dân phố: số 9, số 10 và một phần của tổ dân phố số 13.
- Thành lập tổ dân phố số 7 trên cơ sở 3 tổ dân phố: số 1, số 2, số 8.
- Thành lập tổ dân phố số 8 trên cơ sở 3 tổ dân phố: số 5, số 6, số 7.
- Thành lập tổ dân phố số 9 trên cơ sở tổ dân phố số 3 và tổ dân phố số 4.

3. Phường Trại Cau
- Thành lập tổ dân phố số 1 trên cơ sở 3 tổ dân phố: số 15, số 16, số 17.
- Thành lập tổ dân phố số 2 trên cơ sở tổ dân phố số 1.
- Sáp nhập tổ dân phố số 4 và một phần của tổ dân phố số 2 vào tổ dân phố số 3.
- Thành lập tổ dân phố số 4 trên cơ sở 2 tổ dân phố: số 5, số 6 và một phần của tổ dân phố 2.
- Thành lập tổ dân phố số 5 trên cơ sở tổ dân phố số 13 và tổ dân phố số 14.
- Thành lập tổ dân phố số 6 trên cơ sở 3 tổ dân phố: số 9, số 11, số 12.
- Sáp nhập tổ dân phố số 8 và tổ dân phố số 10 vào tổ dân phố số 7.

Ngày 24 tháng 10 năm 2024, Ủy ban Thường vụ Quốc hội ban hành Nghị quyết số 1232/NQ-UBTVQH15 về việc sắp xếp đơn vị hành chính cấp huyện, cấp xã của thành phố Hải Phòng giai đoạn 2023 – 2025 (nghị quyết có hiệu lực từ ngày 1 tháng 1 năm 2025). Theo đó, sáp nhập toàn bộ 0,30 km² diện tích tự nhiên, quy mô dân số là 12.154 người của phường Trại Cau và toàn bộ 0,42 km² diện tích tự nhiên, quy mô dân số là 14.260 người của phường Đông Hải vào phường Hàng Kênh.
Phường Hàng Kênh có 1,10 km² diện tích tự nhiên và quy mô dân số là 43.650 người.